# Пшевуз-Нурський
Пшевуз-Нурський (пол. Przewóz Nurski) — село в Польщі, у гміні Церанув Соколовського повіту Мазовецького воєводства.
Населення — 104 особи (2011).
У 1975-1998 роках село належало до Седлецького воєводства.

## Демографія
Демографічна структура станом на 31 березня 2011 року:
|          | Загалом | Допрацездатний вік | Працездатний вік | Постпрацездатний вік |
| -------- | ------- | ------------------ | ---------------- | -------------------- |
| Чоловіки | 58      | 12                 | 33               | 13                   |
| Жінки    | 46      | 6                  | 24               | 16                   |
| Разом    | 104     | 18                 | 57               | 29                   |